# Forevermore (TV-serie)
Forevermore är en filippinsk TV-serie som sändes på ABS-CBN från 27 oktober 2014 till 22 maj 2015 med Enrique Gil och Liza Soberano i huvudrollerna.

## Rollista (i urval)
- Enrique Gil - Alexander "Xander" Grande III
- Liza Soberano - Maria Agnes Calay-Grande